# 渡邉智哲
渡邉 智哲（わたなべ ちてつ、1907年〈明治40年〉3月5日 - 2020年〈令和2年〉2月23日）は、日本のスーパーセンテナリアン、政治家、地方公務員。新潟県上越市浦川原区に在住していた長寿の男性。日本国内並びに世界最高齢男性であった野中正造が2019年1月20日に死去した時点では、日本国内及び世界最高齢男性となっていた（詳細は後述）。ただし、トーマス・ピナレス・フィゲレオ（1906年3月31日 - 2020年9月24日）が世界最高齢男性に認定された為、世界最高齢の男性では無くなっている。

## 人物
1907年（明治40年）、新潟県東頸城郡浦川原村（現・上越市浦川原区）の農家に生まれる。新潟県立高田農学校（現・新潟県立高田農業高等学校）卒業後、大日本製糖（現・DM三井製糖ホールディングス）に入社し、終戦まで台湾で働いた。戦後は家族と共に日本へ帰国し、新潟県の公務員として勤務し、浦川原村議会議員も務めた。定年退職後は農業に従事しながら趣味の盆栽などを楽しんだ。2015年（平成27年）まで息子家族と同居生活を送っていたが、同年にインフルエンザに感染したのをきっかけに同区の介護老人保健施設「保倉の里」に入所した。固いもの以外は自分で食べることができ、新聞を読むのが日課。長寿の秘訣は「怒らない。いつも笑っていること」だという。
2019年1月20日、国内並びに世界男性最高齢者であった野中の死去に伴い、国内男性最高齢者になったことが厚生労働省によって明らかになった。この記録は同年6月1日、ジェロントロジー・リサーチ・グループ（GRG）によって追認された。なお男性長寿世界一については、1905年10月15日にドイツで生まれたグスタフ・ゲルネートとする説があったが、ゲルネートはGRG及びギネスブックで記録を認定されないまま2019年10月21日に114歳6日で死去した。
2020年2月12日、ギネス・ワールド・レコーズ社より存命中の世界最高齢男性とする認定証が贈られ、ガッツポーズで応えた。この時点で孫が12人、ひ孫が16人、玄孫が1人おり、報道陣より長寿の秘訣について尋ねられると「笑うこと」と答え、若者へのメッセージを問われると「世界中がんばれ」と話した。その後、体調が悪化。
2020年2月23日午後11時10分、老衰のため入所していた上述の「保倉の里」で死去。112歳355日没。113歳の誕生日のわずか11日前であった。